# Fontjoncosa
Fontjoncosa (en francès Fontjoncouse) és un municipi francès situat al departament de l'Aude i a la regió d'Occitània.